# Lista över Jemens statschefer
Jemens president är landets statschef.
Enligt Jemens konstitution är presidenten högste befälhavare för landets stridskrafter och chef för den verkställande delen av den jemenitiska regeringen.

## Statschefer (1990-nutid)[1]

### Ordföranden för Jemens presidentråd
| Nr | Namn               | Tillträdde  | Avgick         | Politiskt Parti         |
| -- | ------------------ | ----------- | -------------- | ----------------------- |
| 1  | Ali Abdullah Saleh | 22 maj 1990 | 1 oktober 1994 | Allmänna Folkkongressen |

### Presidenter iRepubliken Jemen
| Nr | Namn                                      | Tillträdde       | Avgick                                       | Politiskt Parti         |
| -- | ----------------------------------------- | ---------------- | -------------------------------------------- | ----------------------- |
| 1  | Ali Abdullah Saleh                        | 1 oktober 1994   | 25 februari 2012                             | Allmänna Folkkongressen |
| -  | Abd al-Rab Mansur al-Hadi (tillförordnad) | 4 juni 2011      | 23 september 2011                            | Allmänna Folkkongressen |
| 2  | Abd al-Rab Mansur al-Hadi                 | 25 februari 2012 | Nuvarande (i exil i Saudiarabien sedan 2015) | Allmänna Folkkongressen |